# Конијак Корбјер
Конијак Корбјер (фр. Conilhac-Corbières) насеље је и општина у јужној Француској у региону Лангдок-Русијон, у департману Од која припада префектури Нарбон.
По подацима из 2011. године у општини је живело 917 становника, а густина насељености је износила 75,29 становника/km². Општина се простире на површини од 12,18 km². Налази се на средњој надморској висини од 125 метара (максималној 204 m, а минималној 55 m).

## Демографија
| 1962. | 1968. | 1975. | 1982. | 1990. | 1999. | 2011. |
| ----- | ----- | ----- | ----- | ----- | ----- | ----- |
| 503   | 547   | 532   | 528   | 582   | 601   | 917   |

График промене броја становника у току последњих година